# Schweizer Badmintonmeisterschaft 1981
Die Schweizer Badmintonmeisterschaft 1981 fand vom 31. Januar bis zum 1. Februar 1981 in Küsnacht statt. Es war die 27. Auflage der nationalen Titelkämpfe im Badminton in der Schweiz.

## Sieger und Finalisten
| Disziplin    | Gold                             | Silber                         |
| ------------ | -------------------------------- | ------------------------------ |
| Herreneinzel | Paolo di Paoli                   | Andreas Schenk                 |
| Dameneinzel  | Liselotte Blumer                 | Sylvia Sträuli                 |
| Herrendoppel | Claude Heiniger Roland Heiniger  | Paolo di Paoli Laurent Kuhnert |
| Damendoppel  | Liselotte Blumer Mireille Drapel | Elisabeth Kropf Iris Kaufmann  |
| Mixed        | Dieter Blumer Liselotte Blumer   | Werner Riesen Mireille Drapel  |